# Nummo

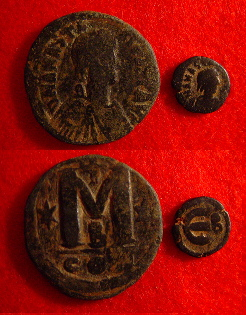
Monete da 40 e 5 nummi di Anastasio I.

Il nummo (dal latino nummus, che significa moneta) è una moneta di bronzo di piccole dimensioni (circa 8-10mm di diametro) che aveva corso legale durante l'Impero bizantino. 
Per fare un solido ci volevano 5760 nummi.
Fu una moneta scomoda, visto che quando si riscuotevano anche tasse di piccola entità veniva richiesta una grande quantità di nummi. 
Per far fronte a questo problema, l'imperatore Anastasio I (491-518) reintrodusse il 'follis', il cui valore era di 40 nummi ; accanto ad esso vennero prodotti i suoi sottomultipli, da 30,20, 10 e 5 nummi. Il valore era indicato sul rovescio, con lettere greche o romane (M / XXXX = 40, Λ / XXX = 30, K / XX = 20, I / X = 10, E = 5)